# ده سوختة دم لوداب (لوداب)
ده سوختة دم لوداب (بالفارسية: ده سوخته دم لوداب) هي قرية تقع في إيران في قسم لوداب الريفي. يقدر عدد سكانها بـ 279 نسمة بحسب إحصاء 2016.